# Madagaskarpræstekrave
Madagaskarpræstekrave (Charadrius thoracicus) er en vadefugl, der lever på Madagaskar.